# Ватса
Ватса (ест. Vatsa), — село в Естонії, входить до складу волості Вастселійна, повіту Вирумаа.